# Tirammina N-metiltransferasi
La tirammina N-metiltransferasi è un enzima appartenente alla classe delle transferasi, che catalizza la seguente reazione:
S-adenosil-L-metionina + tirammina ⇄ S-adenosil-L-omocisteina + N-metiltirammina
L'enzima ha una certa attività sugli analoghi della feniletilammina.